# Dominique Baudis
Dominique Baudis (ur. 14 kwietnia 1947 w Paryżu, zm. 10 kwietnia 2014 tamże) – francuski dziennikarz i polityk, eurodeputowany i mer Tuluzy.

## Życiorys
Syn polityka Pierre’a Baudisa. Absolwent Instytutu Nauk Politycznych w Paryżu. Pracował jako dziennikarz. Był zagranicznym korespondentem prywatnej telewizji TF1, na przełomie lat 70. i 80. prowadził serwisy informacyjne w tej stacji oraz w publicznym kanale France 3.
W 1983 zastąpił swojego ojca na stanowisku burmistrza Tuluzy. Urząd ten sprawował nieprzerwanie przez 18 lat. Od 1986 do 1988 w administracji terytorialnej pełnił funkcję przewodniczącego rady regionu Midi-Pyrénées. Od 1984 do 1988 i ponownie w latach 1994–1997 sprawował mandat posła do Parlamentu Europejskiego. Zasiadał w grupie Europejskiej Partii Ludowej, pracował m.in. w Komisji Transportu.
W latach 1986–1994 i 1997–2001 zasiadał w Zgromadzeniu Narodowym. W 2000 zainicjował list podpisany ponad 360 parlamentarzystów, opublikowany w konserwatywnym dzienniku „Le Figaro” i nawołujący do współpracy ugrupowań centroprawicowych. Sam należał przez lata do centrowej Unii na rzecz Demokracji Francuskiej, później przystąpił do Unii na rzecz Ruchu Ludowego.
Odszedł z parlamentu w związku z nominacją na urząd przewodniczącego Conseil supérieur de l'audiovisuel, organu administracji do spraw regulacji rynku audiowizualnego. Na czele tej instytucji stał w okresie od 2001 do 2007. Został następnie przewodniczącym Instytutu Świata Arabskiego w Paryżu. W 2009 został ponownie wybrany do Parlamentu Europejskiego. Z PE odszedł w 2011 w związku z objęciem urzędu ombudsmana (défenseur des droits), który sprawował do czasu swojej śmierci.